# OpenJDK
OpenJDK ist die offizielle freie Implementierung der Java Platform, Standard Edition (Java SE) von Sun Microsystems und stellt den freien Nachfolger des Java Development Kit (JDK) dar. Es ist in den Sprachen C++ und Java geschrieben, wird unter der GNU General Public License (GPL) mit Ausnahmen für gelinkte externe Software veröffentlicht und von bekannten IT-Unternehmen wie Microsoft, Apple, IBM und SAP unterstützt.

## Geschichte
Nach Monaten der Spekulation seit der Offenlegung von Solaris über eine Offenlegung von Java verkündete Sun im Mai 2006 auf der Konferenz JavaOne, dass Java im Quelltext unter freier Lizenz als freie Software veröffentlicht werden solle. Am 13. November 2006 begann das Unternehmen mit der Veröffentlichung von HotSpot, JavaHelp und des Java-Compilers javac, der den Kernbestandteil des Java-Development-Kits darstellt, sein Versprechen einzulösen. Im Mai 2007 kam die Veröffentlichung des Großteils des Codes der Klassenbibliotheken.
Die Schritte wurden in der Freie-Software-Welt begeistert aufgenommen und als Meilensteine gefeiert.
OpenJDK entstand als Abspaltung von Version 6 des JDK, womit dann die ersten Versionen der 7er-Linie als freie Software veröffentlicht wurden. Dabei wird weiterhin eine kommerzielle Version (beziehungsweise hauptsächlich damit verbundene technische Unterstützungsleistungen) vermarktet, die zumindest zunächst weiterhin die in OpenJDK ersetzten unfreien Bestandteile enthält. Da auch Bedarf an einer freien Implementierung der Java SE 6 bestand, wurde von OpenJDK 7 ein OpenJDK 6 abgespalten.
Ab OpenJDK 7 wird auch macOS unterstützt.

### Ersetzungen proprietärer Teile
Da die Rechte an einigen Code-Teilen nicht gänzlich im Besitz von Sun waren, lagen die entsprechenden Teile nur in kompilierter Form vor und mussten ersetzt werden, um eine vollständig freie Version zu erhalten.
Dies umfasst unter anderem die Software zur Rasterung zweidimensionaler Vektorgrafiken mit Unterstützung für Antialiasing namens Pisces. Pisces berechnet für jedes Element die Abdeckungswerte der einzelnen Bildpunkte, die dann zur weiteren Verarbeitung an den Grafikprozessor übergeben werden, der dann die einzelnen Elemente zusammenfügt. Es entstammt Suns neuer Referenzimplementierung einer Java-Umgebung für mobile und Embedded-Geräte namens phoneME, dem freien Nachfolger der Java Platform, Micro Edition (Java ME) und ersetzt das zuvor verwendete proprietäre Ductus, dessen Leistung der von Pisces’ noch deutlich überlegen ist. Alternativ zu Pisces’ reinem Software-Rendering kann in OpenJDK mittlerweile auch die Grafikbibliothek Cairo verwendet werden, die die Möglichkeit der Hardware-Beschleunigung bietet.
Weiterhin wurde der unfreie Software-Synthesizer mit einer eigens entwickelten Neuentwicklung namens Gervill ersetzt, Code zum Skalieren und Rastern von Schriftarten durch die FreeType-Bibliothek und die Farbmanagement-Software durch das bewährte freie LittleCMS.

#### IcedTea
In einem von Sun unabhängigen Gemeinschaftsprojekt namens IcedTea (das mittlerweile auch zum offiziellen Zweig beiträgt) wurde schließlich die Erstellung einer lauffähigen vollständig freien Version der OpenJDK in einem eigenen Entwicklungszweig vollendet, die auch bei ihrer eigenen Erstellung durch die Verwendung des GNU Compiler for Java (GCJ) ohne die Hilfe proprietärer Software auskommt.
Dabei wurde der freie Code von OpenJDK mit Code aus dem GNU-Classpath-Projekt (freie Implementierung der Standardklassenbibliotheken) vervollständigt, wo proprietär gebliebene Bestandteile Lücken hinterlassen hatten, die bisher noch nicht gestopft waren.
Im November 2007 konnten IcedTea-Pakete in Fedora 8 aufgenommen werden.
Nachdem von IcedTea zunächst die Implementierung der Java SE 7 umgesetzt wurde, kam im April 2008 eine Variante namens IcedTea 6 für Version 6 der Java-SE-Spezifikation.
Seit Juni 2008 sind die von IcedTea erstellten Pakete offiziell „Java Compatible“ und dürfen die geschützte Bezeichnung OpenJDK tragen.
In Ubuntu 8.04 (veröffentlicht 24. April 2008) und Fedora 9 (13. Mai 2008) war erstmals OpenJDK auf Basis von IcedTea6 enthalten und ab Ubuntu 10.04 ersetzt OpenJDK das Sun JDK als Standard.
Mit Version b10 von OpenJDK 6 (März 2008) und Version b53 von OpenJDK 7 (April 2009) konnte mittlerweile auch der offizielle Zweig alle (relevanten) proprietären Reste ersetzen.

#### Nutzung in Android
Derzeit basiert ein großer Teil der Android-Programmierschnittstelle (API) auf Oracles Java-Technologie. Aus technischen Gründen aber auch nicht zuletzt wegen mehrfacher Urheberrechtsstreitigkeiten zwischen Google und Oracle werden diese APIs in Zukunft durch die entsprechenden Komponenten aus dem OpenJDK-System ersetzt.
Schon jetzt sind große Teile des Systems mit OpenJDK-Daten besetzt, die Oracle-Java-Daten ersetzen.

### Versionen
Stabile Veröffentlichungen (Releases):
- OpenJDK 7: 28.07.2011[22]
- OpenJDK 8: 18.03.2014[23]
- OpenJDK 9: 21.09.2017[24]
- OpenJDK 10: 20.03.2018[25]
- OpenJDK 11: 25.09.2018[25]
- OpenJDK 12: 19.03.2019[25]
- OpenJDK 13: 17.09.2019[25]
- OpenJDK 14: 17.03.2020[25]
- OpenJDK 15: 15.09.2020[25]
- OpenJDK 16: 16.03.2021[25]
- OpenJDK 17: 14.09.2021[25]
- OpenJDK 18: 22.03.2022[25]
- OpenJDK 19: 20.09.2022[25]
- OpenJDK 20: 21.03.2023[25]
- OpenJDK 21: 19.09.2023[25]
- OpenJDK 22: 19.03.2024[25]
- OpenJDK 23: 17.09.2024[25]
- OpenJDK 24: 18.03.2025[25]
- OpenJDK 25: in der Entwicklung[25], Veröffentlichung für den 16. September 2025 geplant
- OpenJDK 26: in der Entwicklung[25]

## OpenJDK-Varianten
Nachdem Oracle die Lizenzbedingungen zur Auslieferung und Verwendung des Oracle JDK änderte und keine Langzeitunterstützung (englisch: long-term support, kurz: LTS) in Form von Sicherheitsaktualisierungen für das unter einer freizügigen Open-Source-Lizenz stehende Oracle OpenJDK bietet, entwickelten Hersteller wie Alibaba, Amazon, Azul Systems, BellSoft, IBM (Adopt, OpenJ), Microsoft, Red Hat und SAP eigene Varianten.
| Version (Build)            | LTS  | Freizügige Lizenz | TCK- Konformität | Unmodifizierter OpenJDK-Quelltext | Kommerzielle Unterstützung |
| -------------------------- | ---- | ----------------- | ---------------- | --------------------------------- | -------------------------- |
| Adoptium / IBM Java SDK    | ja   | ja                | ja               | Optional                          | ja                         |
| Alibaba Dragonwell         | ja   | ja                | ja               | nein                              | nein                       |
| Amazon Corretto            | ja   | ja                | ja               | nein                              | nein                       |
| Azul Zulu                  | ja   | ja                | ja               | nein                              | ja                         |
| BellSoft Liberica JDK      | ja   | ja                | ja               | nein                              | ja                         |
| Microsoft Build of OpenJDK | ja   | ja                | ja               | nein                              | ja                         |
| ojdkbuild                  | ja   | ja                | nein             | ja                                | nein                       |
| Oracle Java SE             | ja   | nein              | ja               | nein                              | ja                         |
| Oracle OpenJDK             | nein | ja                | ja               | ja                                | nein                       |
| Red Hat OpenJDK            | ja   | ja                | ja               | nein                              | ja                         |
| SAP SapMachine             | ja   | ja                | ja               | nein                              | nein                       |

Die oben genannten OpenJDK-Implementierungen bieten Unterstützung für verschiedene Java-Versionen, Betriebssysteme und Prozessorarchitekturen. Auch eine Unterstützung für das auf Java Web Start basierende OpenWebStart sowie die freie JavaFX-Implementierung OpenJFX kann implementierungsabhängig enthalten sein; diese Technologien wurden mit Einführung von Java Version 11 als eigenständige Projekte ausgegliedert. Die Java-Applet-Technologie wird seit Java Version 9 nicht mehr angeboten, was auch auf die mangelnde Unterstützung in modernen Webbrowsern zurückzuführen ist.

### Adoptium (AdoptOpenJDK)
Auf Basis der von IBM eingebrachten Adopt- und OpenJ-Implementierungen des OpenJDK entstand ab 2017 das AdoptOpenJDK.
Das AdoptOpenJDK wurde im Jahr 2021 in das eigenständige Eclipse-Foundation-Projekt Adoptium überführt, das von der Adoptium Working Group betreut wird. Zu den Mitgliedern gehören unter anderem Red Hat, Alibaba, IBM, Karakun und Microsoft.
Der Microsoft-Build des OpenJDK basiert auf den Quelltexten des OpenJDK und nutzt die Build- und Testinfrastruktur von Adoptium. Er bildet die Standard-OpenJDK-Implementierung in Microsofts Azure-Cloud-Umgebung und wurde außerdem durch Microsoft auf die ARM-Prozessorachitektur portiert.

### ojdkbuild
ojdkbuild basiert auf der mit Red Hat Enterprise Linux (RHEL) ausgelieferten OpenJDK-Implementierung, deren Quelltext im freien RHEL-Ableger CentOS verfügbar ist. ojdkbuild versucht eine weitestgehende Kompatibilität mit 64-Bit-Windows-Systemen herzustellen und bietet dafür entsprechende Installationsversionen für Microsoft Windows an. Der Veröffentlichungszyklus von Aktualisierungen für langzeitunterstützte Versionen (LTS) orientiert sich dabei an den von Oracle alle drei Monate veröffentlichten „Critical Patch Updates“ (Oracle CPU).
Das Installationsprogramm für Microsoft Windows, der Windows Installer, liefert zudem OpenJFX 8 (inklusive einer WebKit-Laufzeitumgebung) mit aus und enthält eine auf IcedTea-Web basierende freie Implementierung der Java-Web-Start-Technologie, allerdings ohne Unterstützung von Java-Applets sowie entsprechender Webbrowser-Erweiterungen. Die genannten enthaltenen Erweiterungen sind dabei nicht Teil des Quelltextes des CentOS-Projekts und werden vom ojdkbuild-Projekt ergänzt.
Ab der auf OpenJDK 11 basierenden ojdkbuild-Version sind zusätzlich „Flight Recorder“ und „Mission Control“ enthalten, die von Oracle für das OpenJDK-Projekt freigeben wurden.
Im Juni 2022 wurde die Weiterentwicklung von ojdkbuild eingestellt.